# Фантазијаланд
Фантазијаланд (нем. Phantasialand) је забавни парк у Брилу, Северна Рајна-Вестфалија, Немачка, који се налази близу Келна: Привлачи око 2 милиона посетилаца годишње, што га чини другим најпосећенијим забавним парком у Немачкој и један од 15 најпосећенијих сезонских забавних паркова у Европи.
Парк је познат по својој великој пажњи посвећеној детаљима у својим темама и уводи нове атракције у поређењу са другим забавним парковима како би надокнадио своју површину. Проглашен за један од најбољих паркова на свету.   

## Историја
Фантазијаланд је отворен 1967. године у Брилу
Фантазијаланд је отворен од 1967. године. 1. маја 2001. пожар је уништио два ролеркоатера, позориште и делове Вестернстадта. Пожар је био изазван неисправним ожичењем. Пожар је захватио штету од око 38 милиона немачких марака (1859460000.00 динара), а 54 особе су повређене. Фантазијаланд је поново отворио парк око две недеље касније и уложио око 2 милиона евра у заштиту од пожара, опремивши сваку зграду системима за прскање.
Године 2002, два затворена подметача са ротирајућим подметачима које је изградио Маурер, изграђена су заједно са новим подручјем под називом Вуз Таун. Године 2006, је отворен Б&amp;М обрнути ролеркостер са афричком тематиком под називом Црна Мамба.
Хотел са четири звездице на лицу места под називом Хотел Линг Бао, кинеске тематике, отворен је 2004. године. Цреп на крову хотела увезен је из Кине, а свака врата собе су ручно урезана. Хотел има два ресторана.
Трка за Атлантиду је уклоњена како би се направило место за ролер костер под називом Рукбург са ролеркостером по имену ФЛИ, првим лансираним летећим ролеркостером на свету и најдужим летећим ролеркостером на свету.  Отворени су за јавност 2020. године.

## Забавне области
| Име                        | Тема | Тема | Датум отварања |
| -------------------------- | --- | ---- | -------------- |
| Берлин (Рукбург)           | Историјски Берлин са носталгичним штихом раног 20. века; Булевар са Кајзерплацом; Индустријски кварт „Рукбург“ у стемпанк дизајну |      | 1970           |
| Мексико                    | Плаза Маријаћи са мексичким зградама; Чијапас; Културе Астеца и Маје                                                              |      | 1973           |
| Чајна Таун (Кинески Град)  | Традиционалне кинеске зграде и баште                                                                                              |      | 1981           |
| Мистерија                  | Средњовековно село „Клугхајм” са нордијском симболиком у мистичној мрачној атмосфери; Базалт Моунтаинс; суморни дворски комплекси |      | 1998           |
| Фантазија (са Вузе Товном) | Разиграни фантазијски свет прилагођен деци око народа Вузе у граду Вузе и Баумбергену код "Мондсее" (месечево језеро)             |      | 2002           |
| Дубоко у Африци            | Пејзаж саване и прашуме са западноафричким зградама од ћерпича                                                                    |      | 2006           |

### Вожње на води
| Вози се | Слика | Отворен                | Произвођач |
| ------- | ----- | ---------------------- | ---------- |
|         | 2014  | Интамин                | Мексико    |
|         | 2002  | Хафема                 | Мистерија  |
|         | 2009  | Престон &amp; Барбиери | Фантазија  |
|         | 2004  | —                      | Фантазија  |

### Узбудљиве вожње
| Вози се | Слика | Отворен | Произвођач | Подручје           |
| ------- | ----- | ------- | ---------- | ------------------ |
|         | 1998  | Интамин | Мистерија  | Затворени торањ    |
|         | 2007  | Хус     | Мексико    | Суспендед Топ Спин |
|         | 2011  | Зирер   | Берлин     | Љуљашка на столици |